# Mhairi Black
Mhairi Black MP (sinh 12 tháng 9 năm 1994) là một nữ chính khách trẻ tuổi Scotland, đang học năm thứ 3 về khoa Chính trị tại đại học Glasgow. Là một thành viên đảng Scottish National Party, bà được chọn làm Đại biểu quốc hội, trong cuộc bầu cử quốc hội toàn quốc 2015, cho khu vực bầu cử Paisley and Renfrewshire South. chỉ mới được 20, cô được gọi là "Baby of the House".
Mhairi Black  được cho là đại biểu quốc hội trẻ tuổi nhất kể từ Christopher Monck, Earl of Torrington lúc đó được 13 vào năm 1667, nhưng thiệt ra Charles James Fox đã trở thành đại biểu quốc hội lúc 19 vào năm 1768.